# 各務原市各務福祉センター
各務原市各務福祉センター（かかみがはらしかかみふくしセンター）は、岐阜県各務原市にある各務原市が運営する公共施設。

## 概要
市民の福祉増進、文化生活の普及及びコミュニティ活動の促進を図ることを目的とする施設であり、各務原市内にある福祉センターの一つである。一般財団法人各務原市施設振興公社が指定管理者である。
かつての各務村役場跡に建設されることになり、1981年（昭和56年）2月4日に起工式を行い、同年8月13日に開館。
主に各務地区の市民を対象とする。

## 施設
- 集会室
- 学習室
- 保育室
- 休養室（和室）

## 利用案内
- 住所：岐阜県各務原市各務おがせ町5丁目2-2
- 利用時間：9:00 - 21:00
- 休館日：年末年始（12月29日 - 1月3日）

## 周辺施設
- 各務原市立各務小学校
- 各務野櫻苑
- 村国神社
- 村国座